# Massimiliano Romeo
Massimiliano Romeo (Monza, 22 gennaio 1971) è un politico italiano, dal 23 marzo 2018 senatore della Repubblica per la Lega Salvini Premier, di cui è capogruppo a Palazzo Madama e dal 15 dicembre 2024 segretario regionale della Lega in Lombardia.

## Biografia
Nato a Monza, dov'è tuttora residente, ha studiato al liceo scientifico del Collegio Arcivescovile Ballerini di Seregno, conseguendo il diploma di maturità nel 1989 e ha lavorato come consulente di pratiche automobilistiche.
Nel 1992 aderisce alla Lega Nord di Umberto Bossi, di cui diventa nel 1994 coordinatore federale del Movimento Giovani Padani, l'organizzazione giovanile del partito, ricoprendo l'incarico fino al 1997.
Alle elezioni amministrative del 1997 viene eletto consigliere di circoscrizione della 5ª circoscrizione comunale di Monza; mentre alle amministrative del 2002 si candida al consiglio comunale di Monza, nelle liste della Lega Nord, risultando eletto consigliere comunale all'opposizione.
Alle elezioni politiche del 2006 è stato candidato alla Camera dei deputati, tra le liste della Lega Nord nella circoscrizione Lombardia 1 in nona posizione, ma senza essere eletto.
Il 13 giugno 2007, con la rielezione del leghista Marco Mariani a sindaco di Monza, viene nominato assessore alla sicurezza e ai trasporti nella sua giunta comunale.

### Consigliere regionale della Lombardia
Alle elezioni regionali in Lombardia del 2010 si candida con la Lega Nord, nella mozione del presidente uscente Roberto Formigoni, risultando eletto nel collegio di Monza e Brianza con 6.202 preferenze in consiglio regionale della Lombardia, dove ricopre gli incarichi di segretario della 2ª Commissione consiliare Affari istituzionali (2010-2012), vicepresidente della 5ª Commissione consiliare Territorio (2012-2013) e capogruppo del gruppo consiliare "Tremonti - 3L Lista, Lavoro, Libertà".
Alle elezioni comunali in Lombardia del 2012 si ricandida al consiglio comunale di Monza, nelle liste della Lega Nord a sostegno del sindaco uscente leghista Mariani, venendo rieletto consigliere comunale d’opposizione.
Alle regionali lombarde del 2013 viene riconfermato consigliere regionale con 2.405 preferenze nel medesimo collegio, diventando poi capogruppo della Lega in consiglio regionale. Durante il suo mandato è stato tra i promotori di un referendum che puntava all'abrogazione della legge Merlin (che nel 1958 aveva abolito le case chiuse), leitmotiv della Lega di quegli anni, ma che più avanti non si saprà più nulla della proposta.

### Capogruppo della Lega al Senato

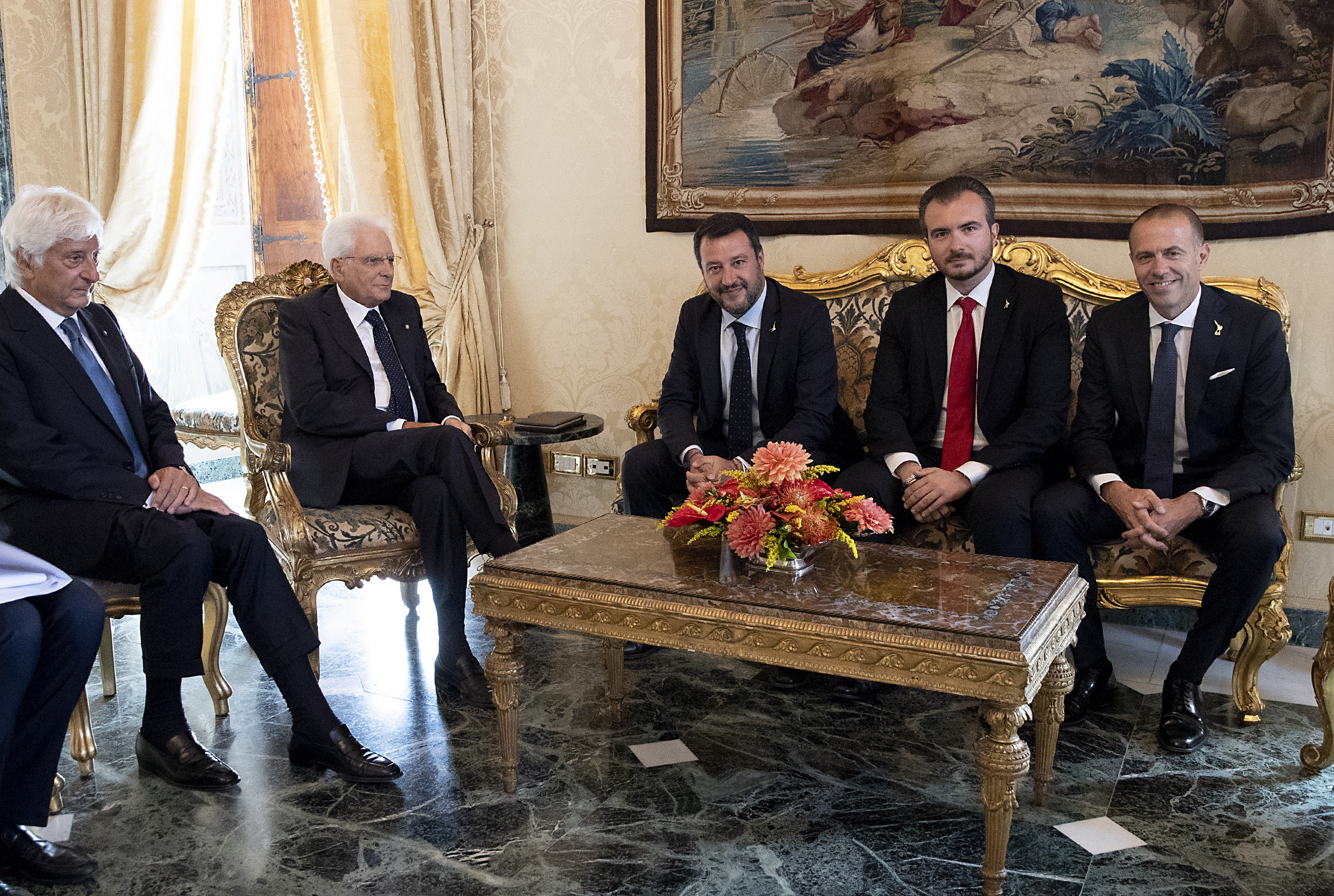
Romeo nella delegazione della Lega durante le consultazioni al Quirinale del 2019

Alle elezioni politiche del 2018 viene candidato al Senato della Repubblica, tra le liste della Lega - Salvini Premier nel collegio plurinominale Lombardia - 05, risultando eletto senatore. Nella XVIII legislatura della Repubblica è stato componente delle commissioni parlamentari Difesa (2019), Finanze e tesoro (2018-2019), Istruzione pubblica, beni culturali (2019), Lavoro pubblico e privato, previdenza sociale (2020-2022), Politiche dell'Unione europea (2019-2020), oltre a ricoprire l'incarico di capogruppo del gruppo parlamentare della Lega "Lega - Salvini Premier - PSd'Az" a Palazzo Madama, eletto il 20 giugno 2018 in seguito alla nomina del predecessore Gian Marco Centinaio a ministro, caratterizzandosi per le sue posizioni sempre in linea con quelle del segretario federale della Lega Matteo Salvini, scelto su indicazione di Salvini stesso, difendendone le sue scelte, anche quelle più contestate, come quella di fare cadere il primo governo Conte nell'estate 2019 oppure le sue idee sulle sanzioni contro la Russia, guadagnandosi la fama di punto di riferimento nel partito.

#### Riconferma nel 2022
Alle elezioni politiche anticipate del 2022 viene ricandidato al Senato nel collegio uninominale Lombardia - 01 (Varese), sostenuto dalla coalizione di centro-destra in quota leghista, venendo rieletto a Palazzo Madama con il 53,55% dei voti, più del doppio rispetto alla candidata del centro-sinistra, in quota Partito Socialista Italiano, Orlando Vivaldo Rinaldi (23,73%). Durante la campagna elettorale ha proposto un condono fiscale, la flat tax e la fine delle restrizioni precauzionali adottate durante la pandemia di COVID-19 «spariranno mascherine e green pass». Nella XIX legislatura viene confermato capogruppo della Lega al Senato, oltre ad essere componente della 7ª Commissione Cultura e patrimonio culturale, istruzione pubblica, ricerca scientifica, spettacolo e sport, della Commissione straordinaria per il contrasto dei fenomeni di intolleranza, razzismo, antisemitismo e istigazione all'odio e alla violenza, della Commissione parlamentare di inchiesta sul femminicidio, nonché su ogni forma di violenza di genere e della controversa Commissione parlamentare d'inchiesta sull'emergenza sanitaria epidemiologica da SARS-CoV-2.
Il 15 dicembre 2024 viene eletto per acclamazione segretario regionale della Lega in Lombardia, dal congresso all'hotel Sheraton di Milano San Siro come candidato unico, dopo il ritiro del candidato salviniano Luca Toccalini, e in rappresentanza della fronda anti-Salvini nel partito.

## Vita privata
È sposato con Laura Ferrari, esponente di Forza Italia e dal 2017 sindaca del comune di Lentate sul Seveso (Monza e Brianza), e ha un figlio: Tommaso. 
Ha inoltre un fratello più giovane, Filippo (1975), soprannominato "Filippo Champagne", volto della movida milanese e del mondo social reso celebre dal programma radiofonico La Zanzara.

## Vicende giudiziarie
Il 18 gennaio 2019 è stato condannato in primo grado, dal tribunale di Milano assieme a 51 persone tra ex assessori ed ex consiglieri regionali della Lombardia, a 1 anno 8 mesi per il reato di peculato nell'inchiesta "Spese pazze" in Regione Lombardia, sei mesi in meno di quanto richiesto dal PM, per «presunte spese indebite spalmate nell’arco di 4 anni per quasi 30mila euro, denaro speso in molti casi per pranzi e cene».
Il 13 luglio 2021 la condanna per peculato viene confermata dalla Corte d'Appello di Milano, con sospensione condizionale della pena e non menzione nel casellario giudiziale perché «la condanna considera le attenuanti generiche dovute al fatto che ha già risarcito la Regione Lombardia».